# Ремпутьмаш (Верещагино)
«Верещагинский завод „Ремпутьмаш“ по ремонту путевых машин и производству запасных частей» — входит в Группу РПМ холдинга «Синара - Транспортные Машины», машиностроительное предприятие России, расположенное в городе Верещагино Пермского края.

## История
Верещагинский завод по ремонту путевых машин и производству запасных частей основан в 1961 году на базе паровозного депо, существовавшего с 1902 года.
С 4 января 1999 года завод реорганизован в дочернее государственное унитарное предприятие «Верещагинский завод по ремонту путевых машин и изготовлению запасных частей» ГУП Калужский завод «Ремпутьмаш».
С 1 октября 2003 года «Верещагинский завод по ремонту путевых машин и изготовлению запасных частей» становится филиалом ОАО «Российские железные дороги».
С 1 января 2006 года — ОАО «Верещагинский завод „Ремпутьмаш“ по ремонту путевых машин и производству запасных частей»; с 20 марта 2018 года — АО «Верещагинский завод „Ремпутьмаш“ по ремонту путевых машин и производству запасных частей».
С 2018 года входит в холдинг "Синара - Транспортные Машины"

## Холдинг
Калугапутьмаш (входит в холдинг «Синара-Транспортные Машины») приобрел 75 % минус две акции «Группы РПМ» («Калужский завод „Ремпутьмаш“»). Ранее в соответствии с распоряжением Правительства РФ от 11 февраля 2014 года № 174-р и решением совета директоров РЖД от 24 мая 2018 года компания РЖД провела конкурс по продаже контрольного пакета акций.

## Продукция
Завод специализируется на ремонте путевой снегоуборочной техники и грузовых вагонов различных типов, изготовлении самоходных снегоуборочных машин, запасных частей для подвижного состава и товаров народного потребления.